# 어드벤처 타임: 머나먼 땅
《어드벤처 타임: 머나먼 땅》(Adventure Time: Distant Lands)은 애덤 무토가 제작한 4부작 애니메이션 스페셜 시리즈이다. 펜들턴 워드가 기획하고 카툰 네트워크에서 방영한 TV 애니메이션 시리즈 《핀과 제이크의 어드벤처 타임》을 원작으로 한다. 2020년 6월 25일 HBO 맥스(현 맥스)를 통해 1화가 처음 공개되었으며, 나머지 에피소드들은 2020년 11월 19일, 2021년 5월 20일, 2021년 9월 2일에 각각 공개되었다.
《머나먼 땅》에서는 본편에서는 다루지 않았던 등장인물들의 과거 및 미래의 이야기에 대해 다루고 있다.

## 제작

### 배경
2016년 9월 26일 카툰 네트워크는 《어드벤처 타임》의 종영을 공식적으로 알렸다. 본작의 각본 작업은 2016년 11월 중순에 완료 되었고, 마지막 원고가 스토리보드 작가에게 넘어간 것은 11월 28일이었다. 2017년 1월 31일에는 마지막 더빙이 이루어졌다. 제작진 중 일부는 원작의 각본가 중 한 명이었던 줄리아 포트가 기획한 《썸머 캠프 아일랜드》 제작에 참여하기도 하였다. 2018년 9월 3일 방영한 마지막 에피소드인 〈Come Along with Me〉는 긍정적인 평가를 받으며 작품은 막을 내렸다.

### 기획
《어드벤처 타임: 머나먼 땅》은 원작과 동일하게 프레드레이터 스튜디오와 카툰 네트워크 스튜디오에 공동 제작하였으나, 카툰 네트워크가 아닌 워너미디어의 스트리밍 서비스인 HBO 맥스(현재 맥스로 이름을 바꿈)를 통해 공개되었다. 《머나먼 땅》은 원작의 시즌 10 방영 중 처음 기획되었는데, 이는 앞서 방영한 스페셜과 미니시리즈들의 성공과 더불어 더욱더 긴 형식의 이야기를 써내려가고 싶었던 작가들의 의지가 반영된 것이었다. 이 시기 동안 나온 주요 스토리라인 중 하나가 바로 우주에서의 비모였고, 나머지 하나는 마르셀린과 버블검 사이의 관계에 대해 다룬 것이었다. 원작 종영 후 제작이 멈추었으나 이후 HBO와 카툰 네트워크가 HBO 맥스를 위해 작품을 재개하였고, 다시 모인 작가진에 의해 이야기가 완성될 수 있었다.
원작의 성우진 역시 작품에 다시 참여하였다. 핀 역의 제러미 셰이다, 제이크 역의 존 디마지오, 비모 역의 니키 양, 버블검 공주 역의 힌든 월치, 마르셀린 역의 올리비아 올슨, 페퍼민트 집사 역으로 스티브 리틀이 참여하였다. 새 등장인물인 Y5 역으로 글로리 커다(Glory Curda), CGO 역으로 시몬 기에르츠가 목소리 연기를 맡았는데 이들은 모두 《어드벤처 타임》의 열렬한 광팬이었다고 밝혔다. 기타 성우진으로는 마리아 뱀포드, 애슐리 버치, 론 펄먼, 랜들 박, 스티븐 루트, 존 호지먼, 데이비드 브래들리, 크리스 플레이밍, 이저벨 퍼먼, 앤디 달리, 론 린치, 톰 샤플링, 빌 헤이더, 줄리아 버터, 패티 해리슨, 톡스 올라군도예, 에디 패터슨, 벡스 테일러클라우스, 다이애나 스나이더, 던컨 트루셀, 조성원, 앤서니 헤드가 참여하였다.
오랜 기간 원작의 이그제큐티브 프로듀서를 담당한 애덤 무토가 다시 제작을 총괄하였으며, 잭 펜다비스, 앤서니 버치(Anthony Burch), 제시 모이니한, 크리스티나 카투치(Christina Catucci), 찰리 펠드먼(Charley Feldman), 케이트 창(Kate Tsang) 등이 각본을 담당하였다. 스토리보드 아티스트로는 애슐린 앤스티(Ashlyn Anstee), 짐 캠벨(Jim Campbell), 이기 크레이그(Iggy Craig), 메건 피셔(Megan Fisher), 로라 크네츠거(Laura Knetzger), 한나 K. 니스트롬(Hanna K. Nyström), 마야 피터슨(Maya Petersen), 애나 시버트슨(Anna Syvertsson), 미키 퀸(Mickey Quinn), 세레나 우(Serena Wu) 등이 참여하였다.
수퍼바이징 감독으로 마이키 브루스터(Miki Brewster)가 선임되었다. 2019년 6월부터 9월까지 제니 골드버그(Jenny Goldberg)가 예술 감독을 담당했으나, 이후에는 원작의 예술 감독이었던 산드라 리(Sandra Lee)가 해당 역을 다시 맡았다. 2021년 4월 21일 HBO 맥스는 원래 마지막 화로 기획되었던 〈Together Again〉가 3화로, 〈Wizard City〉가 4화로 공개될 것이라고 발표하였다. 애덤 무토는 이에 대해 원래 3화 분량만을 제작하기로 예정하였으나 나중에 〈Wizard City〉가 추가되었고, 때문에 해당 에피소드가 마지막으로 제작이 완료된 것이라고 설명하였다. 때문에 제작 의도와 내용 상 〈Together Again〉가 마지막 피날레에 해당한다.
〈Together Again〉의 엔드 크레딧에는 고인이 된 제작진들을 추모하는 메시지가 담겼다. 폴리 루 리빙스턴과 미겔 페러는 성우로 제작에 참여하였으며, 미셸 라이먼(Michel Lyman)과 마우린 믈리나르치크(Maureen Mlynarczyk)는 에미상 수상자로 과거 시트 타이머를 담당했었다.

## 에피소드 목록
| 번호 | 제목 한국어판 제목           | 슈퍼바이징 감독            | 각본 및 스토리보드                                                                               | 공개 날짜        | 한국 방송 날짜  |
| --- | ---------------------------- | -------------------------- | ------------------------------------------------------------------------------------------------ | ---------------- | --------------- |
| 1 | "BMO" "비모"                 | 마이키 브루스터            | 한나 K. 니스트롬, 이기 크레이기, 로라 크네츠거, 애나 시버트슨, 애덤 무토                         | 2020년 6월 25일  | 2021년 1월 1일  |
| 머나먼 우주를 항해하던 비모는 힘을 잃어가는 우주 정거장에 불시착한 후, 어린 과학자 Y5와 드로이드 로봇 올리브를 만나 함께 우주 정거장을 살리기 위해 노력한다. |                              |                            |                                                                                                  |                  |                 |
| 2 | "Obsidian"                   | 마이키 브루스터            | 한나 K. 니스트롬, 애나 시버트슨, 이기 크레이기, 미키 퀸, 마야 피터슨, 제임스 캠벨, 애슐린 앤스티 | 2020년 11월 19일 | 미방영          |
| 유리 왕국을 공격한 용 몰토 라르보(Molto Larvo)를 물리치기 위해 마르셀린과 버블검 공주는 유리 왕국으로 떠난다.                                                |                              |                            |                                                                                                  |                  |                 |
| 3 | "Together Again" "다시 함께" | 마이키 브루스터            | 한나 K. 니스트롬, 애나 시버트슨, 이기 크레이기, 마야 피터슨, 세레나 우                           | 2021년 5월 20일  | 2021년 8월 16일 |
| 제이크가 죽고 난 뒤 핀은 죽음의 세계에서 제이크와 재회하여 마지막으로 모험을 떠난다.                                                                         |                              |                            |                                                                                                  |                  |                 |
| 4 | "Wizard City" "마법사 도시"  | 제프 리우, 마이키 브루스터 | 마야 피터슨, 한나 K. 니스트롬, 애나 시버트슨, 알렉스 숀월드, 이해원                              | 2021년 9월 2일   | 2022년 1월 1일  |
| 어린 아이가 된 페퍼민트 집사가 마법사 학교에서 마법을 배우며 학생으로서 새출발을 시작한다.                                                                   |                              |                            |                                                                                                  |                  |                 |

## 반응
메타크리틱 리뷰에서 《머나먼 땅》은 100점 만점에 82점을 받았다.

#### 〈BMO〉
〈BMO〉에 대한 평가는 대체적으로 긍정적이었다. 《코믹북닷컴》(Comicbook.com)의 롤린 비숍(Rollin Bishop)은 스페셜의 가장 큰 장점으로 다른 등장인물에 비해 비모가 "가장 순진하면서도 불운으로 빠지기 쉽다"는 점을 꼽았다. 《인디와이어》의 에릭 콘(Eric Kohn)은 원작의 마법을 다시 상기시켰다는 점에 대해 칭찬하였고, 《폴리곤》의 페트라나 라둘로비치(Petrana Radulovic)는 에피소드가 원작의 "우울한 느낌"을 공유한다고 말하였다. 일부 평론가들은 부정적인 의견을 표하였는데, 《벌처》의 그레이스 Z. 리(Grace Z. Li)는 스페셜에 대해 실망스럽다고 언급하였고, 《콜라이더》의 데이브 트럼보어(Dave Trumbore)는 스토리 진행과 캐릭터 개발에 있어서 작품이 서두르는 것 같다고 표현하였다.
《코믹 북 리소시스》의 알릭산더 소와(Alexander Sowa)는 작중 휴고가 일론 머스크나 스티브 잡스와 비슷한 미래학자이며, "오늘날 기업과 자본가에 대한 명백한 풍자"라고 평하였다. 소와는 또한 이러한 휴고와 반대로, Y5가 드리프트의 주민들에게 있어 더 공정한 새로운 형태의 사회 조직을 추구하는 평등을 위해 싸우는 투사와도 같다고 말하였다. 《로스앤젤레스 타임스》의 로버트 로이드(Robert Lloyd) 역시 지구와 파괴, 자원 관리의 본질, 협력의 중요성과 "우주를 탈출구로 여기는 특정 억만장자들의 모습"에 대해 언급하며 에피소드가 사회적 논평에 대해 암시한다고 평하였다.

#### 〈Obsidian〉
《디 A.V. 클럽》의 윌리엄 휴스(William Hughes)는 A등급을 주면서 평소 《어드벤처 타임》의 사랑스럽고 감동적인 순간이 많이 담겨 있으며, 최고의 팬 서비스와 같다고 평하였다. 리베카 롱(Rebecca Long)은 《폴리곤》에 기고한 리뷰에서 팬들이 오랫동안 기다려온 "감정적 보상과 해답"을 제공하였다고 평가하였다. 또한 에피소드가 마르셀린이 어린 시절 겪은 트라우마, 버블검과의 연애 이야기, 둘 사이가 어떻게 연결되어 있는지나 마르셀린의 과거에 대한 빈 공백을 채워주었다고 칭찬하였다. 다만 그녀는 마르셀린과 버블검 공주 사이의 관계 묘사에 있어서 모든 부분이 사랑스럽지만은 않고, 전통적인 구조와 스토리텔링으로 인한 결함이 존재하며 버블검 공주의 캐릭터 디자인에 일부 불일치가 존재한다는 점에 대해서는 단점으로 지적하였다.
IGN의 로지 나이트(Rosie Knight)는 이 에피소드에 대해 《어드벤처 타임》이 왜 그렇게 큰 영향력을 끼칠 수 있었는지 설명해주는 완벽한 예시라고 평하였다. 나이트는 "하드코어 팬"들은 물론 신규 시청자들 또한 쉽게 작품에 접근할 수 있었다는 사실이 중요했다고 말하며, 캐릭터에 대한 이해도가 낮은 신규 시청자들도 함께 모여 작품에 빠져들며 함께 나이가 들 수 있다고 말하였다. 나이트는 마르셀린의 힘의 원천이 바로 버블검에 대한 사랑에서 오는 것임을 작품이 보여주었다고 칭찬하였다. 또한 수록곡 〈Monster〉에 대해 칭찬하며 시즌 3 〈What Was Missing〉의 〈I'm Just Your Problem〉과 《Stakes》의 〈Everything Stays〉와 버금가는 상징적인 곡이라고 평가하였다. 2020년 말 《뉴욕 타임스》는 "최고의 TV 에피소드" 항목 중 하나로 〈Obsidian〉을 선정하기도 하였다.

#### 〈Together Again〉
이 에피소드는 긍정적인 평가를 받았다. 《코믹북닷컴》의 롤린 비숍은 이 에피소드를 농담과 회상, 형제애와 더불어 "환상적인 세계로의 여행"을 담고 있는 회오리바람과도 같다고 표현하였다. 또한 비숍은 이전 에피소드 〈Obsidian〉과 비교하며 "감정적인 롤러 코스터"와 같다고 말하였다. 《덴 오브 긱》의 캐롤라인 가오(Caroline Gao)는 어두운 분위기를 긴 형식의 에피소드에 잘 맞추었다고 평하였다. 또한 이 에피소드에서의 핀과 제이크와의 관계를 〈Obsidian〉에서의 마르셀린과 버블검 공주와의 관계와 비교하며, 시즌 마지막 에피소드인 〈Come Along with Me〉 만큼은 아니지만, 마지막 에피소드에 추가되는 보너스 에피소드가 아닌 원작 시즌의 한가운데에 더욱 잘 어울리는 것 같다고 결론 내렸다. 《인디와이어》의 에릭 콘은 픽사의 영화 《소울》을 연상케 하는 감동적인 순간이 있었다며 팬들을 위한 좋은 팬 서비스였다고 평론하였다. 《코믹 북 리소시스》의 루벤 배런(Reuben Baron)은 "거의 완벽했다"라고 말하며, 이 에피소드에서 가장 큰 모험은 바로 죽음으로 핀과 제이크는 서로의 목숨을 바치는 "서사시적인 영웅적 모험"을 떠났다고 말하였다. 또한 그는 "핀과 제이크의 이야기에 대한 훌륭한 결말"이라고 표현하였다.

#### 〈Wizard City〉
앞전 에피소드와 달리 〈Wizard City〉는 복합적인 평가를 받았다. 컬쳐드 벌쳐스(Cultured Vultures)의 카일 로건(Kyle Logan)은 이 에피소드가 원작과는 결이 맞지 않는다고 말하며, 페퍼민트 집사를 주인공으로 함에도 불구하고 그를 팬들이 좋아할만한 방식으로 표현하는데 실패하였다고 분석하였다. 결과적으로 이야기의 잠재력을 제대로 발휘하지 못하였다고 주장하였다. 블리딩 쿨(Bleeding Cool)의 알레한드라 보든(Alejandra Bodden)은 에피소드의 줄거리와 상황 설정이 다소 무리였다고 말하였으며, 다른 세편의 에피소드에 비해 부족함 부분이 있지만 전반적으로는 즐거운 경험이었다고 평하였다. 《코믹 북 리소시스》의 루벤 배런은 시즌 6의 〈Gold Stars〉와 시즌 9의 〈Whispers〉의 예를 들면서 세 에피소드 모두 비슷한 주제 의식을 갖고 있으나, 40분 분량의 〈Wizard City〉보다 합쳐서 20분 밖에 안되는 두 에피소드가 보다 흥미로웠다고 평가하였다.

### 수상 내역
| 연도 | 상                                           | 부문                                                                      | 후보         | 결과          | 각주          |
| ---- | -------------------------------------------- | ------------------------------------------------------------------------- | ------------ | ------------- | ------------- |
| 2021 | 키드스크린 상 (Kidscreen Award)              | Best One-Off, Special or TV Movie                                         | 〈BMO〉      | 수상          | [ 68 ] [ 69 ] |
| 2021 | GLAAD 미디어 어워드                          | Outstanding Kids & Family Programming                                     | 〈Obsidian〉 | 후보          | [ 70 ] [ 71 ] |
| 2021 | 데이타임 크리에이티브 아트 에미상            | Outstanding Special Class Daytime Animated Series                         | 후보         | [ 72 ] [ 73 ] |               |
| 2021 | 데이타임 크리에이티브 아트 에미상            | Outstanding Writing Team for a Daytime Animated Program                   | 후보         | [ 72 ] [ 73 ] |               |
| 2021 | 데이타임 크리에이티브 아트 에미상            | Outstanding Original Song for a Preschool, Children's or Animated Program | 〈Monster〉  | [ 72 ] [ 73 ] | 후보          |
| 2021 | 제4회 연간 게이 에미상 (4th Annual Gay Emmy) | Outstanding Animated Series                                               | 〈Obsidian〉 | 후보          | [ 74 ]        |

## 음악

### 《BMO's Mixtape》 (2020)
2020년 9월 18일 음반 《BMO's Mixtape (Gilligan Moss Mix)》가 발매되었다. 해당 앨범은 에피소드 〈BMO〉의 사운드트랙은 아니며, 〈Obsidian〉에 삽입된 〈Eternity With You〉와 더불어 원작의 음악을 리믹스한 트랙이 수록되어 있다. 
| #            | 제목                                                           | 재생 시간 |
| ------------ | -------------------------------------------------------------- | --------- |
| 1.           | 〈Robot Cowboy〉 (니키 양)                                     | 2:59      |
| 2.           | 〈Summer Swamp Boogie〉                                        | 2:11      |
| 3.           | 〈Good Little Girl〉 (도널드 글로버, 매들린 마틴, 로즈 라이언) | 2:05      |
| 4.           | 〈Dropdown Rainbow/All Gummed Up〉 (제러미 셰이다)             | 4:04      |
| 5.           | 〈Fries〉 (제러미 셰이다)                                      | 1:26      |
| 6.           | 〈Bacon Pancakes〉 (존 디마지오)                               | 2:03      |
| 7.           | 〈Oh BMO〉 (니키 양)                                           | 0:53      |
| 8.           | 〈Juke Bug〉                                                   | 1:15      |
| 9.           | 〈Sleepy Puppies〉 (제러미 셰이다)                             | 3:30      |
| 10.          | 〈Time Adventure〉 (니키 양)                                   | 2:22      |
| 11.          | 〈Eternity With You〉 (미케일라 디에츠, 길리건 모스)           | 3:50      |
| 총 재생 시간 | 총 재생 시간                                                   | 26:34     |

### 사운드트랙 《Obsidian》 (2020)
2020년 11월 20일에는 〈Obsidian〉의 사운드트랙 음반이 발매되었다. 음반에는 싱어송라이터 킹 프린세스가 부른 〈Monster〉가 홍보용 커버로 수록되어 있으며, 해당 노래는 11월 13일 싱글로 발매되었다.
| #            | 제목                                                                     | 재생 시간 |
| ------------ | ------------------------------------------------------------------------ | --------- |
| 1.           | 〈Welcome to the Glass Kingdom〉                                         | 1:59      |
| 2.           | 〈Glassboy Meets the Dragon Larvo〉                                      | 2:08      |
| 3.           | 〈It's Funny〉 (샬롯 닉다오)                                             | 1:02      |
| 4.           | 〈Glassboy on the Run〉                                                  | 0:56      |
| 5.           | 〈Marceline and Princess Bubblegum Domestic Bliss〉                      | 1:07      |
| 6.           | 〈I'm Too Old to Die〉                                                   | 0:36      |
| 7.           | 〈Marceline and Princess Bubblegum Visit the Glass Kingdom〉             | 0:55      |
| 8.           | 〈Marceline Breaks into the Glass Kingdom〉                              | 1:44      |
| 9.           | 〈Marceline Came to Play Hard〉                                          | 0:32      |
| 10.          | 〈Woke Up〉 (올리비아 올슨, 주주)                                        | 2:21      |
| 11.          | 〈Marceline Appears Victorious〉                                         | 2:05      |
| 12.          | 〈Young Marceline〉                                                      | 1:09      |
| 13.          | 〈Red Light〉 (오드리 베넷)                                              | 0:29      |
| 14.          | 〈Princess Bubblegum Discovery During a Glassassin Attack〉              | 0:48      |
| 15.          | 〈Flashback Marceline and Princess Bubblegum Argue〉                     | 0:53      |
| 16.          | 〈Marceline Returns to Her Bunker〉                                      | 1:11      |
| 17.          | 〈See Through〉 (미카엘라 디에츠)                                        | 0:33      |
| 18.          | 〈Plan to Defeat Larvo〉                                                 | 0:30      |
| 19.          | 〈Marceline's Reckoning〉                                                | 1:26      |
| 20.          | 〈It's Me Glassboy!〉                                                    | 0:32      |
| 21.          | 〈Larvo Strikes〉                                                        | 2:51      |
| 22.          | 〈This Thing Really Hates Me〉                                           | 2:50      |
| 23.          | 〈Monster〉 (올리비아 올슨, 하프 샤이)                                   | 1:39      |
| 24.          | 〈I Love You, OK!〉                                                      | 2:57      |
| 25.          | 〈Simon to the Rescue〉                                                  | 0:35      |
| 26.          | 〈Eternity with You〉 (미카엘라 디에츠, 주주)                            | 2:22      |
| 27.          | 〈It's Funny (Demo)〉 (알렉스 션월드, 피트 톰스)                         | 1:03      |
| 28.          | 〈Woke Up (Demo)〉 (쿠쿠, 커런 카르발)                                   | 2:22      |
| 29.          | 〈Monster (Demo)〉 (Half Shy)                                            | 2:50      |
| 30.          | 〈Eternity With You (Demo)〉 (주주, 커런 카르발)                         | 2:41      |
| 31.          | 〈Monster〉 (King Princess)                                              | 2:51      |
| 32.          | 〈Eternity With You (Gilligan Moss Mix)〉 (미카엘라 디에츠, 길리건 모스) | 3:49      |
| 총 재생 시간 | 총 재생 시간                                                             | 51:46     |

## 홈 미디어
2022년 8월 3일, DVD와 블루레이 디스크가 동시 발매되었다.
| 《Adventure Time: Distant Lands》                                                 |             |                |             |
| 세부 정보                                                                         |             |                |             |
| - 에피소드 4편 - 1080p 고화질 영상 - 5.1 돌비 디지털 사운드 - 영어, 프랑스어 자막 |             |                |             |
| 발매 날짜                                                                         |             |                |             |
| 지역 코드 1                                                                       | 지역 코드 4 | 지역 코드 A    | 지역 코드 B |
| 2022년 3월 8일                                                                    | TBA         | 2022년 3월 8일 | TBA         |